# Angelo Luigi Fiorita
Angelo Luigi Fiorita (Genova, 17 luglio 1895 – 25 ottobre 1958) è stato uno scrittore, poeta e giornalista italiano.

## Biografia
Nato da famiglia benestante, nel 1915 partecipò quale ufficiale di complemento di artiglieria alla prima guerra mondiale, durante la quale fu decorato con una medaglia di bronzo al valor militare. Laureatosi a Torino in matematica pura, nel periodo fra le due guerre si diede al giornalismo, alla critica e proseguì nella produzione letteraria già iniziata nel 1911. Richiamato in servizio nel 1939 con il grado di maggiore, partecipò alle campagne di Francia, di Jugoslavia e di Russia con il CSIR. Promosso tenente colonnello, assunse il comando della difesa costiera nella Liguria occidentale. Dopo l'8 settembre 1943 fu ufficiale della RSI ad Alessandria, dove perse due figli in tenerissima età, vittime di un bombardamento su quella città il 5 aprile 1945. Per questo motivo, dopo la guerra, aggiunse alle sue multiformi produzioni letterarie anche la letteratura per ragazzi.
Quale giornalista ha ricoperto l'incarico di caporedattore de "Il Piccolo di Alessandria", "La Forgia", "Il Caffaro" e della rivista "A Voxe de Zena".
Vanta fra la sua produzione un folto numero di commedie in dialetto genovese, molte delle quali in collaborazione con Costanzo Carbone (la ditta Fiorita e Carbone), di massima trasmesse dall'emittente regionale ligure della RAI per l'interpretazione della compagnia di Giuseppe Marzari.
Negli anni '30 pubblicò alcune opere con lo pseudonimo di Dino Perrja.

## Opere
- 1911 Le canzoni della Patria, Genova, poesie
- Il trittico degli amori e delle follie:
  1. 1911 L'amante della stella, Palermo, L'Attualità ed., romanzo
  2. 1913 Isabella, Palermo, L'Attualità ed., romanzo
  3. 1915 Trionfale, Palermo, L'Attualità ed., romanzo
- 1913 Le canzoni del mare, Palermo, L'Attualità ed., poesie
- 1916 Sorrisi violetti, Genova, Vaccarezza, romanzo
- 1916 Bazar, Bologna, L'Alba ed., romanzo
- 1916 Mezzetinte, Genova, romanzo
- 1917 Canti d'attesa, Feltre, Boschiero, poesie
- 1917 Per la batteria della vendetta, Feltre, poesie
- 1919 Le labbra arrossate dal minio, Genova, Pupillo, romanzo
- 1920 Il fascino del sì e del no, Piacenza, Chiolini, novelle
- 1919 Scorie e acciaio, Genova, La Forgia, poesie
- 1921 Gioiella, vita mia, Milano, Edera, romanzo
- 1921 Modernissima letteratura italiana, Genova, L'Italiana, conferenza
- 1924 Mille rose, una catena, Genova, Biagini, romanzo
- 1925 Bionda follia, La Spezia, Provincia, romanzo
- 1927 Vi chiamate Tentazione, Torino, Cinema, romanzo
- 1924 Ridanciano (con Sandro Cassone), Genova, Biagini, romanzo
- 1925 Orizzonti (con Sandro Cassone), Genova, Biagini, antologia
- 1932 Teatrino per i piccoli, Girotondo, Torino, Augusta
- 1932 Pio Percopo, Torino, Augusta
- 1938 Batteria, mio cuore, Genova, conferenza
- 1946 Canzonette un po' malvagie (per le donne di questo dopo guerra), Genova, Disco rosso, poesie
- 1947 Riviera incantata, Genova, Disco rosso, poesie
- 1950 Fiabe Sportive, Genova, Ceretti, racconti per ragazzi
- 1950 Canti dell'età fiorita Alessandria, Maestri, poesie
- 1950 Camillo, Alessandria, Maestri
- 1950 L'inno della scuola, Alessandria, Maestri
- 1950 Andrea Doria, Genova, Ceschina, biografia
- 1952 La Mitologia Sorridente, Milano, L'Aquilone, racconto per ragazzi
- 1958 Matematica allegra, Milano, Ceschina, racconto per ragazzi

### Opere in corso di accertamento o inedite
- Uomini dell'Ottocento:
  1. Francesco Giuseppe, azione in 3 atti
  2. Crispi, azione in 3 atti
  3. Napoleone III, azione in 3 atti
  4. Bismarck, azione in 3 atti
  5. Disraeli, azione in 3 atti
- L'armata del silenzio. 3 atti in collaborazione
- Il segreto di Juan Sin Pan, 3 atti in collaborazione
- Trionfatori, 3 atti in collaborazione
- Bobby, 3 atti in collaborazione
- Nino Bixio, 1 atto
- La coccarda, 1 atto
- I grandi fiumi, 1 atto

### Opere pubblicate con lo pseudonimo Dino Perrja
- 1931 "Magog", Genova, Marsano, romanzo
- 1931 "Dry", Genova, Marsano, romanzo
- 1936 "La notte del 7 giugno", dramma[1]